# Karls i Bondarv
Karls i Bondarv, eller Karlsgården är en fyrbyggd tidigare bondgård i Bondarv, söder om Järvsö i Hälsingland. Den ägs av landskapets hembygdsföreningar och har varit öppen för besökare sedan 1930.
Karls ligger tätt intill granngården Oljons i byn Bondarv, som på 1500-talet hade åtta gårdar. Den har fått sitt namn efter Karl Karlsson från Hamre, som trots stort motstånd från hennes släkt till slut kunde gifta sig med gårdens arvtagare Märit Hansdotter. Gården har sedan 1500-talet nedärvts i samma släkt genom århundradena fram till tidigt 1900-tal. Den siste jordbrukaren i ordningen var Jonas Mårtensson (1879–1922) som dog ogift. Gården köptes upp efter hans död av en ägare som 1928 sålde den vidare till Gästrike-Hälsinge Hembygdsförbund.
Byggnaderna ligger i fyrkant runt gårdstunet. Herrstugan i norr har ansetts vara från 1600-talet och framhölls som ett typexempel på tidsperiodens arkitektur. Genom dendrokronologisk datering har timret senare daterats till säsongen 1751–1752. Takhöjden ökades efter en tid med ett par stockar, förmodligen mot slutet av 1700-talet. Vardagsbyggnaden i öster uppfördes i två våningar omkring sekelskiftet 1800 och inrymde ett finrum ("storstuga"), sovloft för pigor och drängar, och delas i mitten av ett portlider. Efter flytten till den nya vardagsstugan i öster fick herrstugan i norr en brokvist i Järvsö-stil och smyckades med nya väggmålningar 1806. År 1833 installerades en vältraditionellt dekorerad skåpsäng i en av kammarna i samband med ett bröllop på gården. I väster ligger stallet, med visthusbod och redskapsbod samt höskulle, från slutet av 1700-talet och i söder en byggnad med djurstall, bakstuga och lokaler för hantverk.
Utanför tunet finns lada, härbre och bastu.
Järvsö hembygdsförening anordnar sommartid visningar, dräktstämma och utställningar.

## Bildgalleri

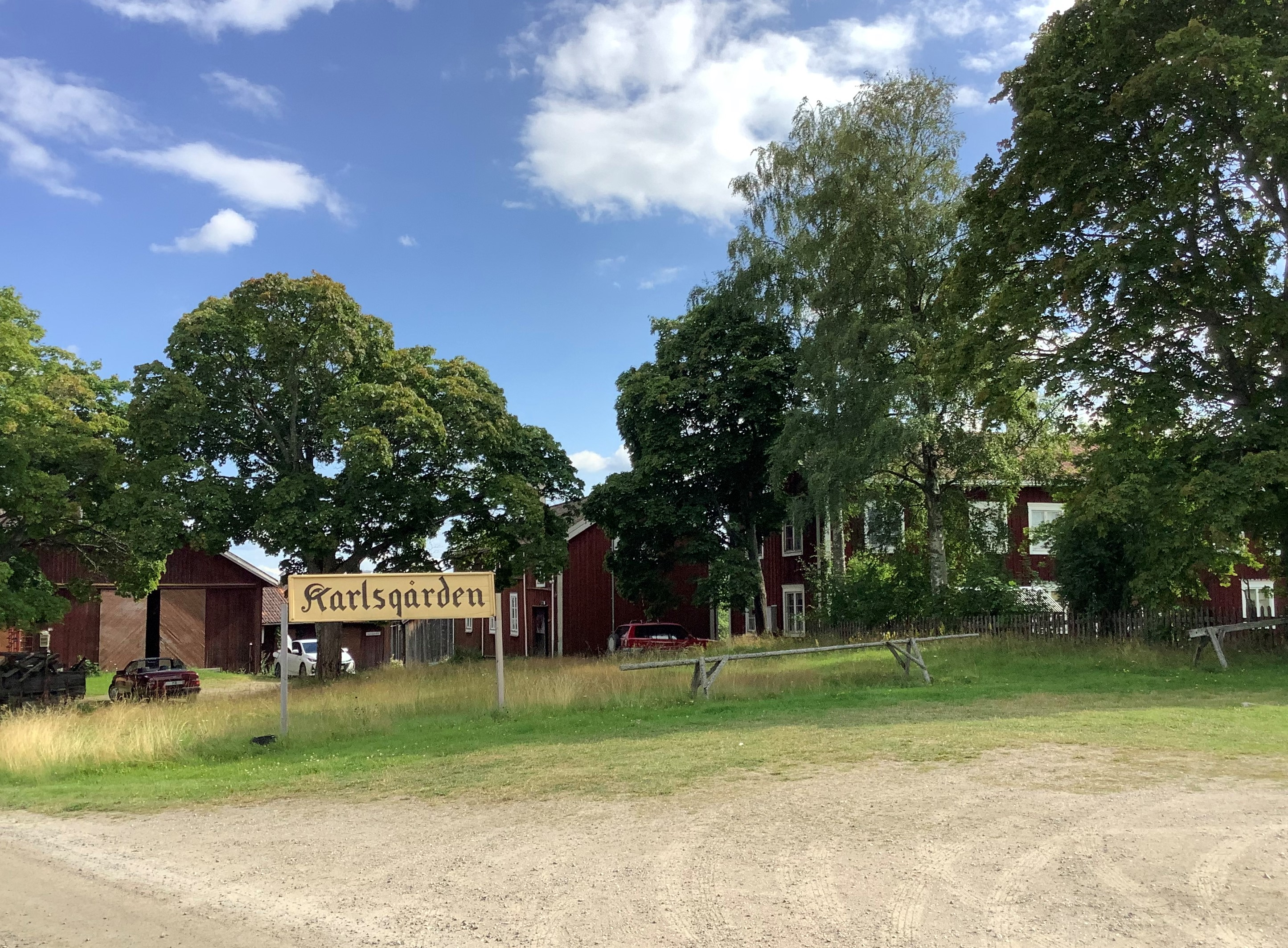
Huvudingången till Karlsgården, från väster.
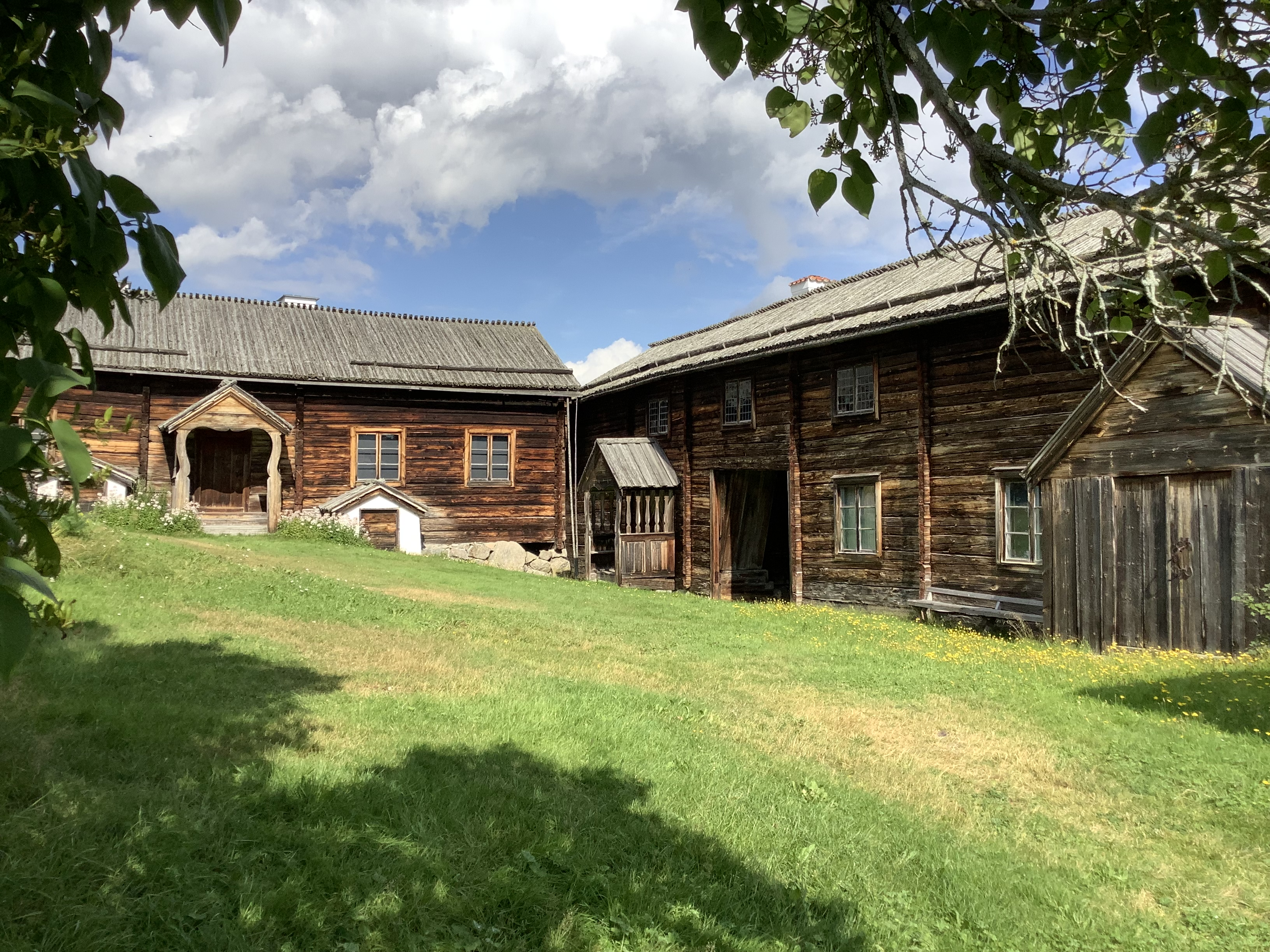
I fonden i norr herrstugan, till höger den östra byggnaden.
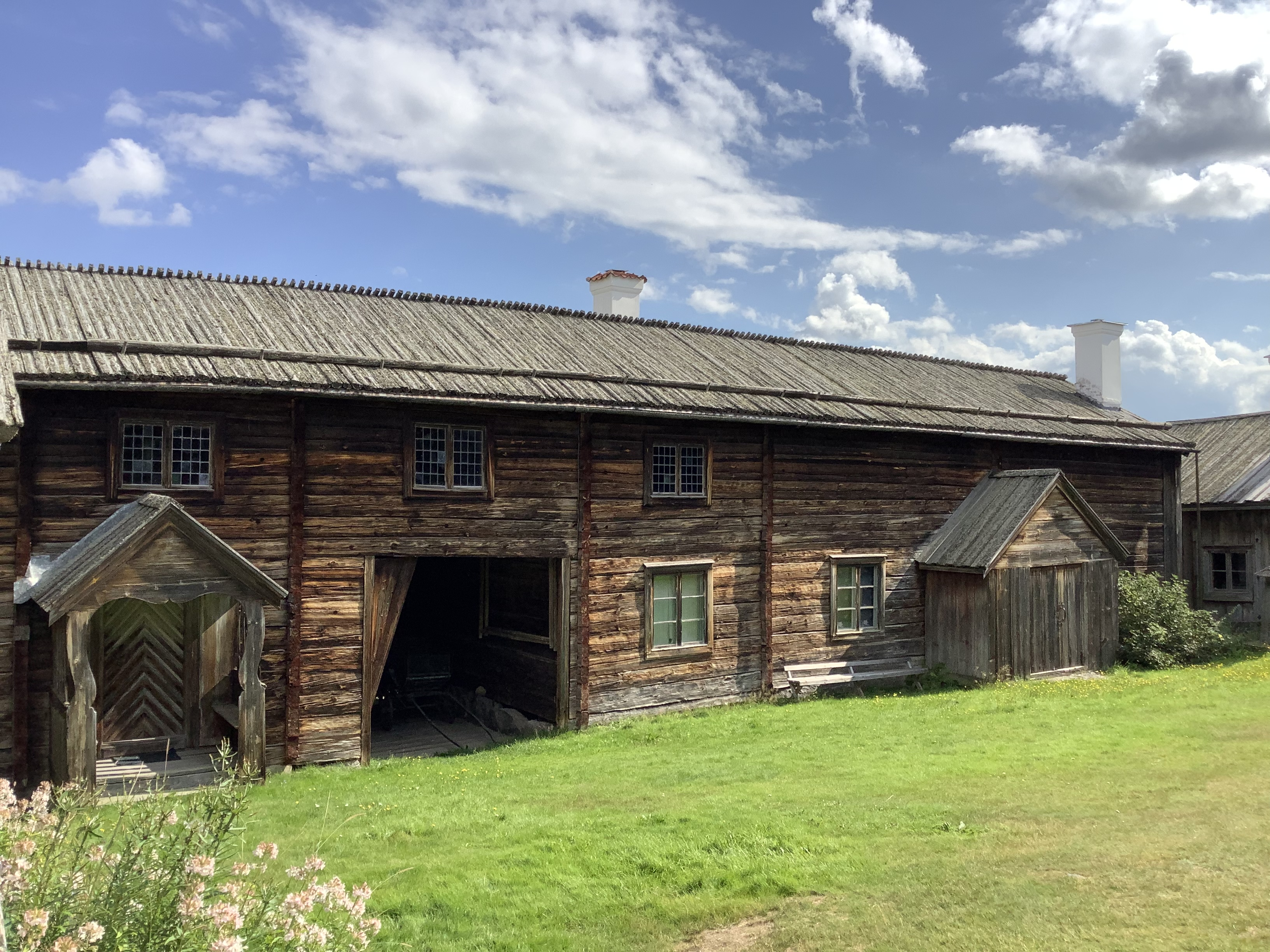
Den östra byggnaden med bland annat vardagsstuga, sovloft, storstuga och portlider.
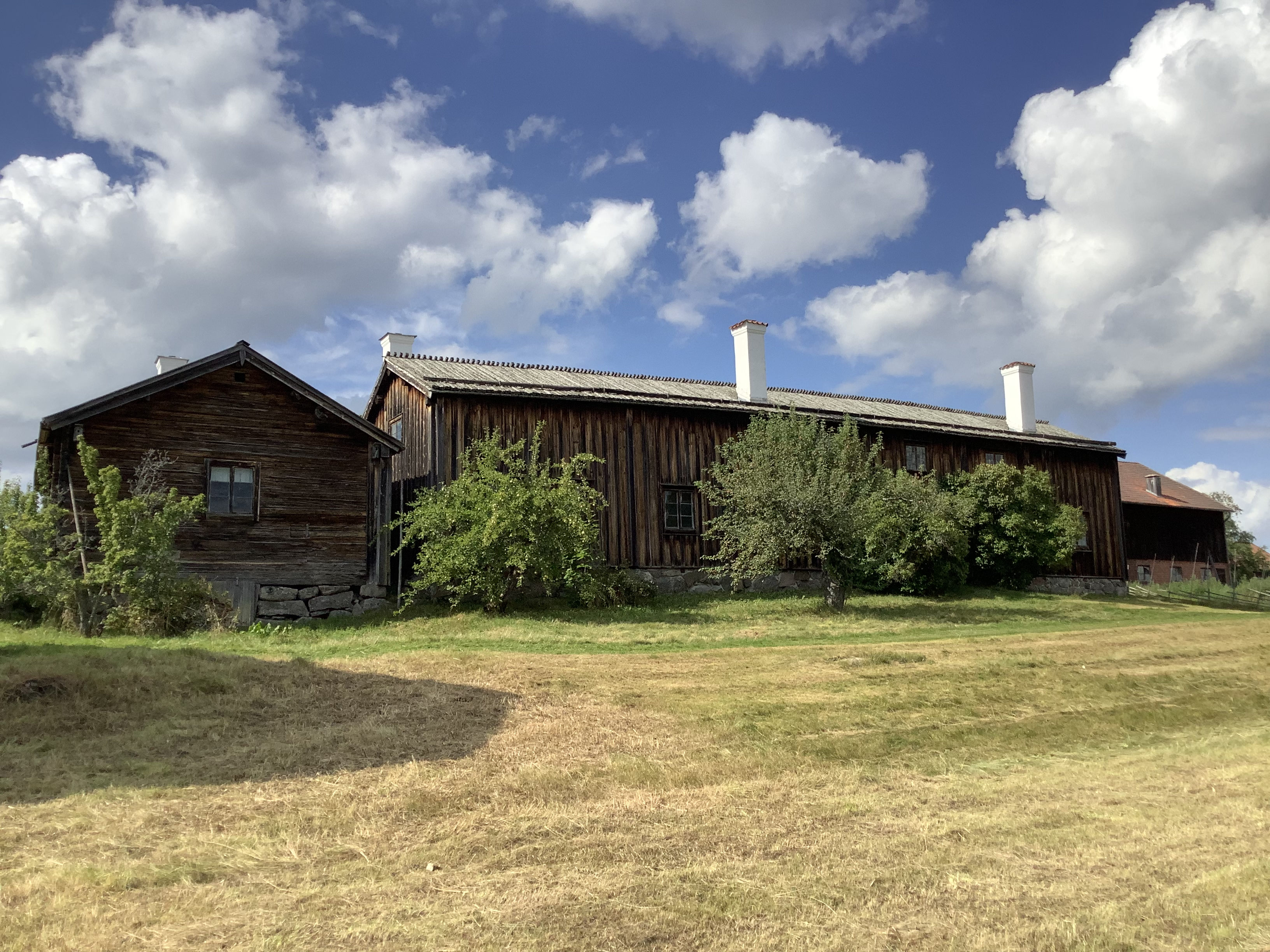
Den södra och den östra byggnaden sedda österifrån.
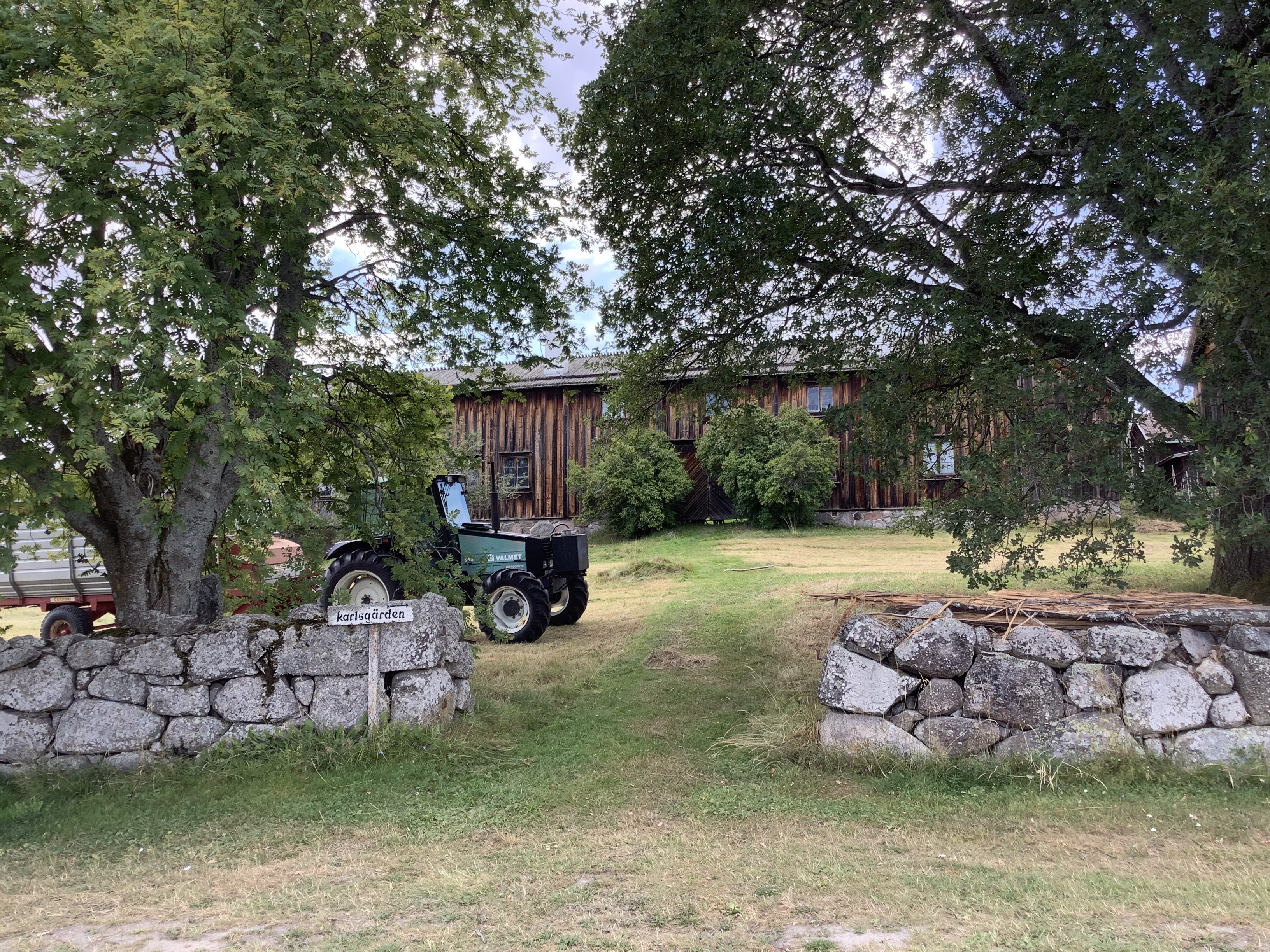
Infarten till en yttergård utanför tunet, med bland annat en lada, ett härbre och en bastu.
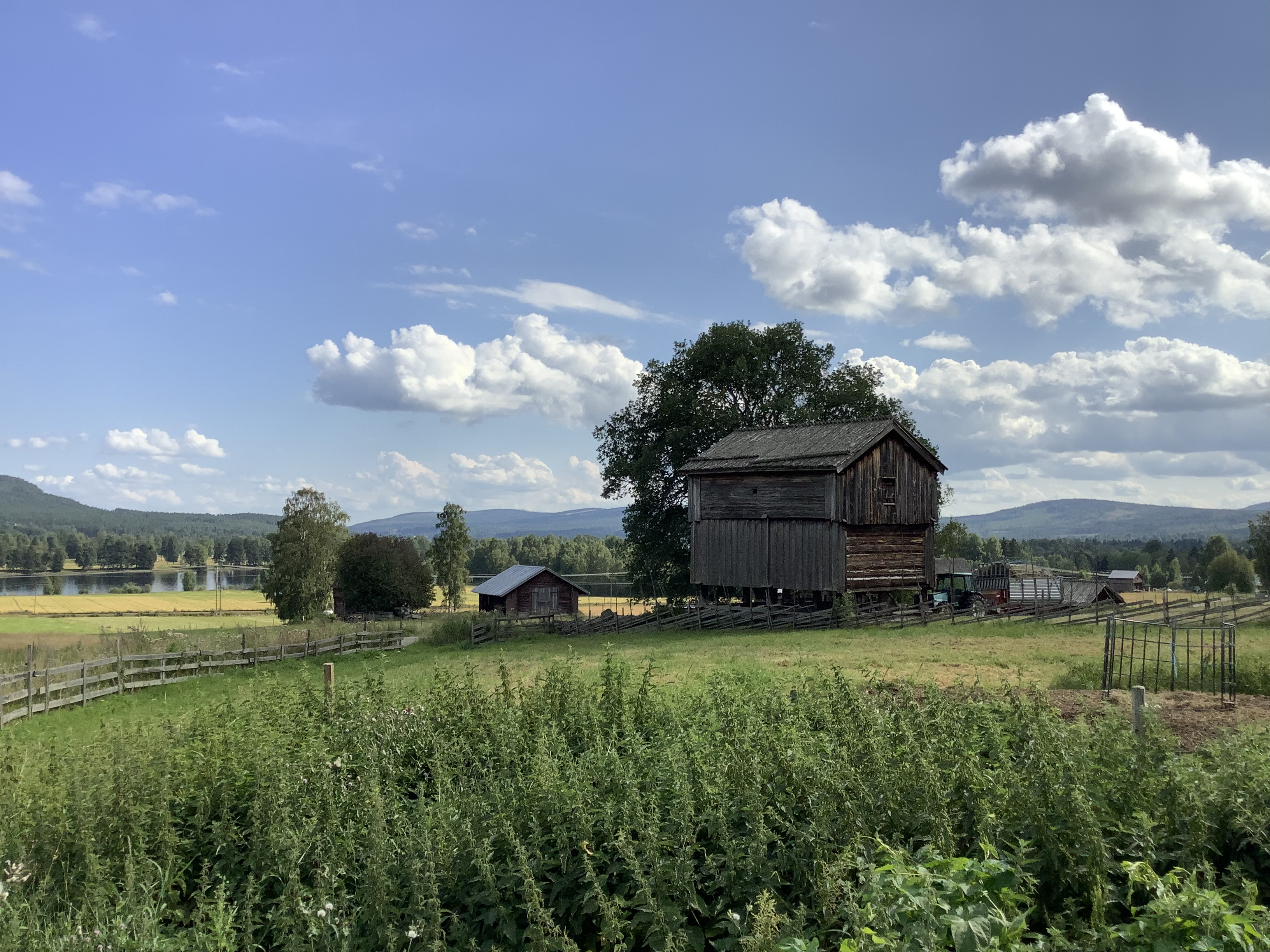
Härbret och bastubyggnaden, med Ljusnan i fonden.
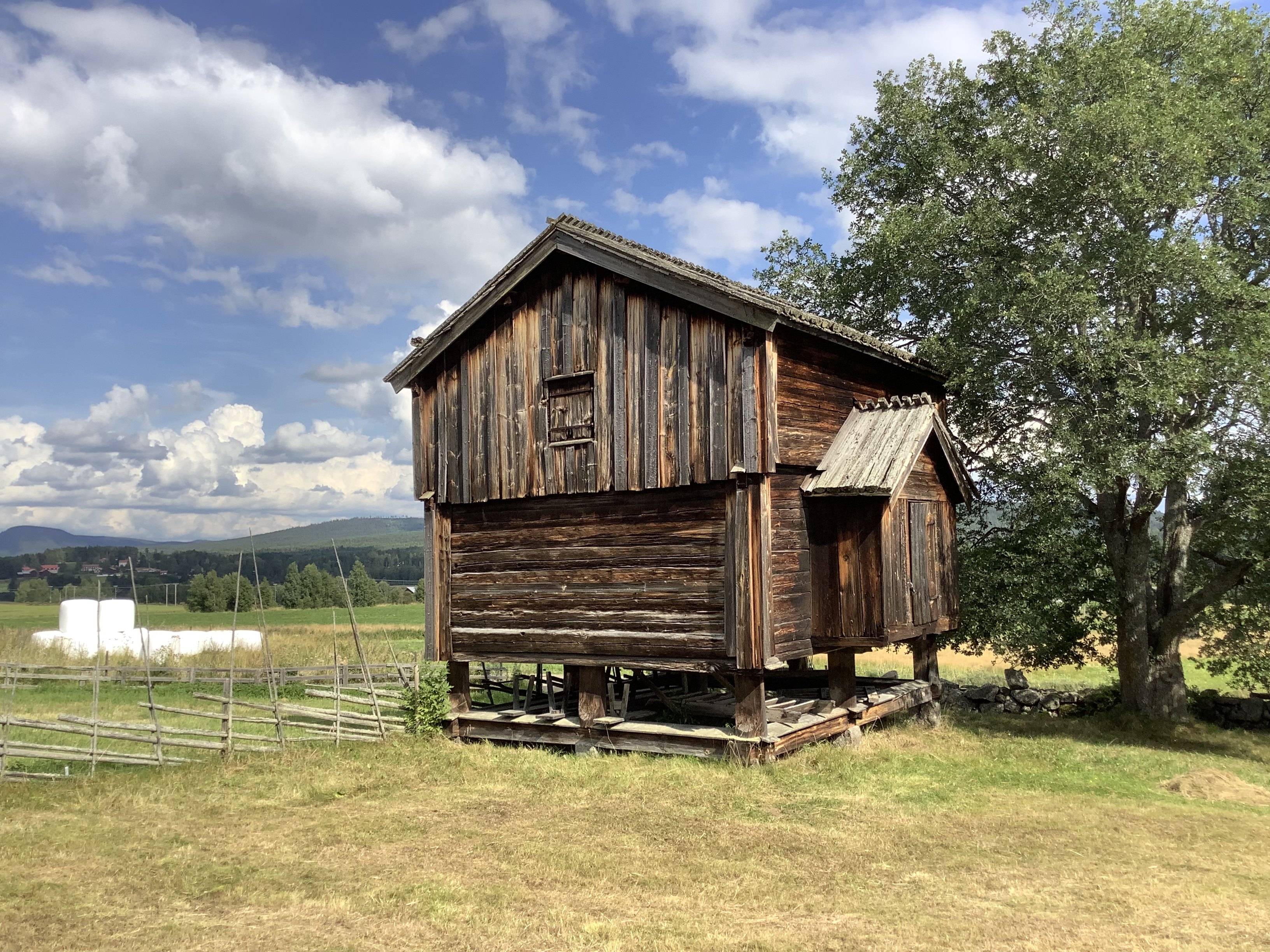
Härbret.
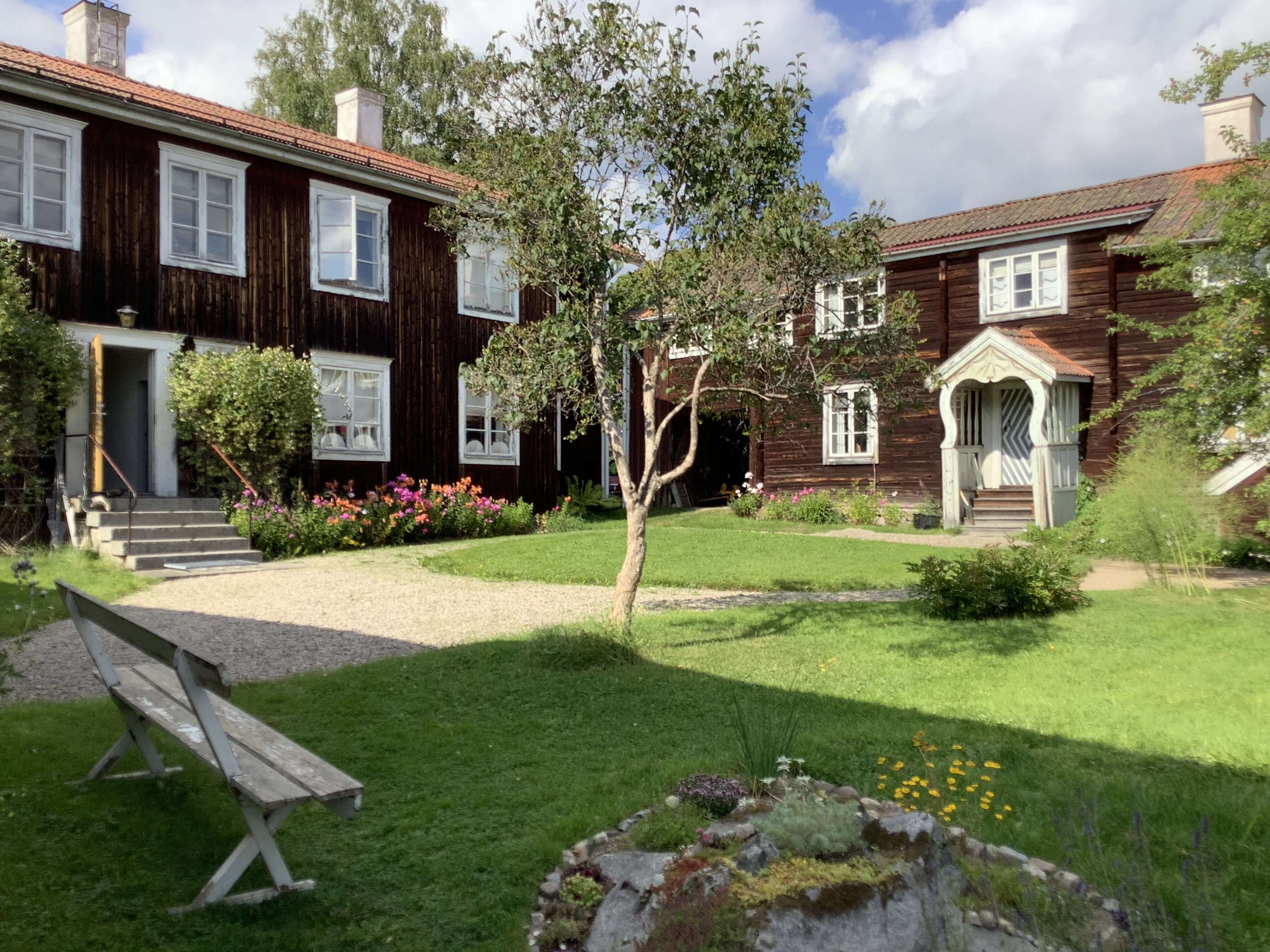
Granngården Oljons. Till skillnad från Karlsgården är husen på den tätt intill liggande Oljons målade.